# Jerzy Broniec
Jerzy Leon Broniec (ur. 6 lutego 1944 w Bydgoszczy) – wioślarz, trener, olimpijczyk z Meksyku 1968, Monachium 1972 i Montrealu 1976.

## Kariera
Reprezentant bydgoskich klubów: KKW i Zawiszy. Absolwent studium trenerskiego poznańskiej AWF. Czołowy wioślarz przełomu lat 60. i 70. Największe sukcesy odnosił w parze z Alfonsem Ślusarskim w dwójce bez sternika.
Po zakończeniu kariery zawodniczej trener wioślarstwa. Trener wioślarskiej reprezentacji Polski (lata 1987–1990 i 1993–2006). Trener dwójki podwójnej kategorii lekkiej Robert Sycz i Tomasz Kucharski, która wywalczyła medale: dwukrotnie złote na igrzyskach olimpijskich (Sydney 2000 i Ateny 2004), dwa złote (1997, 1998) i trzy srebrne (2001, 2002, 2003) na mistrzostwach świata. Był też trenerem osady dwójki podwójnej kategorii lekkiej Robert Sycz i Paweł Rańda, która wywalczyła brązowy medal (2005) na mistrzostwach świata. Trener roku 2000 w Plebiscycie Przeglądu Sportowego.

## Osiągnięcia jako zawodnik
- 1966
  - 4. miejsce na mistrzostwach Europy w dwójce bez sternika
  - 1. miejsce w mistrzostwach Polski w dwójce bez sternika
  - 1. miejsce w mistrzostwach Polski w dwójce ze sternikiem
- 1967
  - 1. miejsce w mistrzostwach Polski w dwójce bez sternika
  - 1. miejsce w mistrzostwach Polski w dwójce ze sternikiem
- 1968
  - 8. miejsce na igrzyskach olimpijskich w dwójce bez sternika
  - 1. miejsce w mistrzostwach Polski w dwójce bez sternika
  - 1. miejsce w mistrzostwach Polski w dwójce ze sternikiem
- 1969
  - 5. miejsce na mistrzostwach Europy w dwójce bez sternika
  - 1. miejsce w mistrzostwach Polski w dwójce bez sternika
  - 1. miejsce w mistrzostwach Polski w czwórce bez sternika
  - 1. miejsce w regatach w Lucernie w dwójce bez sternika
- 1970
  - 2. miejsce w mistrzostwach świata w dwójce bez sternika
  - 1. miejsce w mistrzostwach Polski w dwójce bez sternika
  - 1. miejsce w mistrzostwach Polski w dwójce ze sternikiem
- 1971
  - 3. miejsce w mistrzostwach Europy w dwójce bez sternika
  - 1. miejsce w mistrzostwach Polski w dwójce bez sternika
  - 1. miejsce w regatach w Lucernie w dwójce bez sternika
- 1972
  - 5. miejsce na igrzyskach olimpijskich w dwójce bez sternika
- 1974
  - 9. miejsce na mistrzostwach świata w ósemce
  - 1. miejsce w mistrzostwach Polski w ósemce
- 1975
  - 5. miejsce na mistrzostwach świata w dwójce bez sternika
  - 1. miejsce w mistrzostwach Polski w dwójce bez sternika
  - 1. miejsce w międzynarodowych mistrzostwach Niemiec w dwójce bez sternika
  - 1. miejsce w międzynarodowych mistrzostwach Francji w dwójce bez sternika
- 1976
  - 8. miejsce na igrzyskach olimpijskich w czwórce ze sternikiem
  - 1. miejsce w mistrzostwach Polski w dwójce bez sternika
  - 1. miejsce w mistrzostwach Polski w ósemce

## Osiągnięcia jako trener
- 1997 1. miejsce osady Sycz/Kucharski w mistrzostwach świata w dwójce podwójnej wagi lekkiej
- 1998 1. miejsce osady Sycz/Kucharski w mistrzostwach świata w dwójce podwójnej wagi lekkiej
- 2000 1. miejsce osady Sycz/Kucharski na igrzyskach olimpijskich w dwójce podwójnej wagi lekkiej
- 2001 2. miejsce osady Mokronowska/Demianiuk w mistrzostwach świata w dwójce podwójnej wagi lekkiej
- 2001 2. miejsce osady Sycz/Kucharski w mistrzostwach świata w dwójce podwójnej wagi lekkiej
- 2002 2. miejsce osady Sycz/Kucharski w mistrzostwach świata w dwójce podwójnej wagi lekkiej
- 2003 2. miejsce osady Sycz/Kucharski w mistrzostwach świata w dwójce podwójnej wagi lekkiej
- 2004 1. miejsce osady Sycz/Kucharski na igrzyskach olimpijskich w dwójce podwójnej wagi lekkiej
- 2005 3. miejsce osady Sycz/Rańda w mistrzostwach świata w dwójce podwójnej wagi lekkiej

## Odznaczenia i nagrody
- Krzyż Komandorski Orderu Odrodzenia Polski (2004)[1]
- Krzyż Oficerski Orderu Odrodzenia Polski
- Krzyż Kawalerski Orderu Odrodzenia Polski
- Srebrny Medal „Za Wybitne Osiągnięcia Sportowe”
- Brązowy Medal „Za Wybitne Osiągnięcia Sportowe”